# Azhara
Azhara (en georgiano: აჟარა; en abjasio: Ажара) es un pueblo que pertenece a la parcialmente reconocida República de Abjasia, parte del distrito de Gulripshi, aunque de iure pertenece al municipio de Gulripshi de la República Autónoma de Abjasia de Georgia.

## Geografía
Azhara se encuentra en la parte superior del valle de Kodori, en el noreste de Abjasia. Se trata del rincón más remoto del territorio, rodeado por todos lados por montañas del Gran Cáucaso. Limita con la República de Karacháyevo-Cherkesia (parte de Rusia) en el norte, al oeste está el pueblo de Tsebelda; y tras las montañas de Kodori, al este se encuentra el municipio de Mestia, parte de la región de Mingrelia-Alta Esvanetia dentro de Georgia. Azhara está a más de 70 km de Gulripshi.

## Historia
Todo el territorio de la actual Azhara formó tradicionalmente parte de la histórica provincia abjasia de Dal-Cabal. Hasta la segunda mitad del siglo XIX, los abjasios dals (hablaban el dialecto cebeld-dial), vivían de una forma de vida relativamente aislada. Los dals estaban gobernados por una familia noble de Amarshan, que reconocía formalmente su subordinación a los Chachba, pero no sucumbieron al dominio ruso y lucharon ellos (junto con los shapsugs y los ubich). Los dals fueron expulsados a Turquía en la década de 1840, cuando los rusos tomaron control de la región, en lo que se denomina muhayir o genocidio circasio.
Todo el Valle de Kodori permaneció completamente desierto durante varias décadas y posteriormente, las autoridades rusas decidieron establecer una nueva aldea, Azhara, para albergar a los soldados rusos. A principios del siglo XX, el territorio comenzó a ser colonizado por los esvanos, que venían de la parte alta del río Inguri. Extraoficialmente, todo el territorio comenzó a llamarse "Esvanetia abjasia". En la década de 1920 se construyó en Azhara una escuela georgiana para los habitantes, que se dedicaban a la ganadería. Estos esvanos mantuvieron estrechas relaciones con otras regiones abjasias y con sus hermanos de Mestia. Durante los años 50 y 60 de la era soviética, todo el Valle de Kodori se convirtió en una popular atracción turística natural ya que se pavimentó la carretera militar rusa de Gulripshi a Azhara (complementándola con una carretera de montaña hasta la frontera Karacháyevo-Cherkesia).
Durante la guerra de Abjasia (1992-1993), los residentes esvanos se unieron a la lucha del lado de Georgia, y las milicias dirigidas por Emzar Kvitsiani ayudaron a las tropas georgianas a tomar el control de todo el distrito de Gulripshi. Con el final de la guerra, cuando Georgia fue derrotada, el ejército abjasio intentó conquistar el valle de Kodori pero no consiguió llegar a Azhara. Así, el pueblo se convirtió así en la ruta principal para los refugiados georgianos que huían de la limpieza étnica que los abjasios y sus aliados del Cáucaso norte estaban cometiendo. 

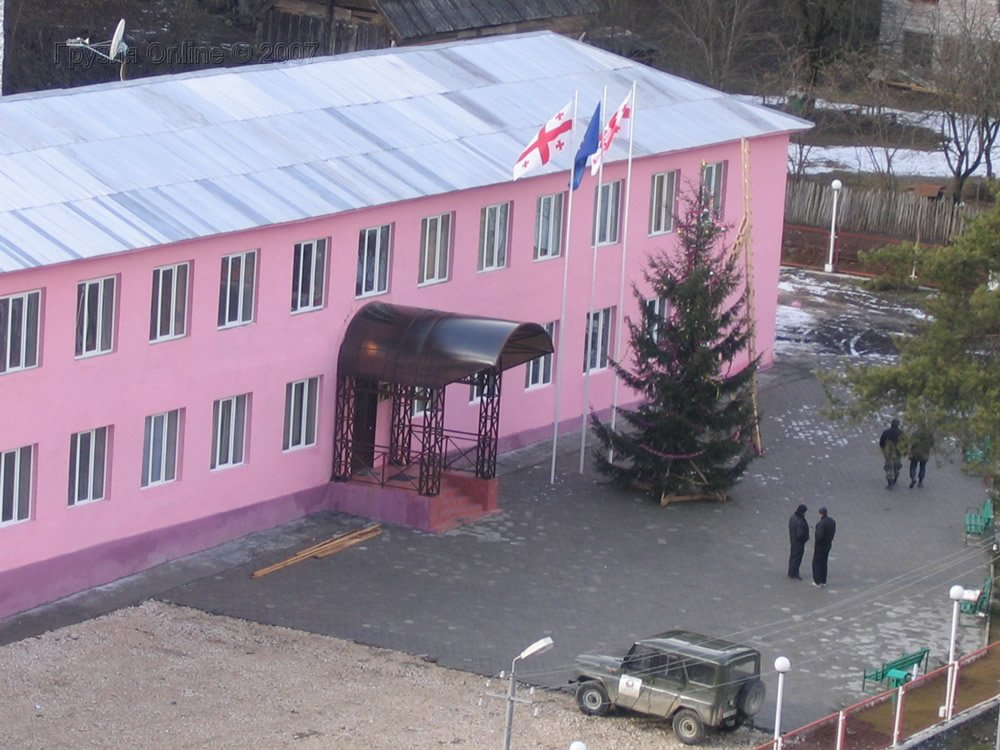
Antigua sede del Gobierno de la República Autónoma de Abjasia en el exilio en la aldea de Chjalta, Azhara

Después del final de la guerra, Azara siguió siendo un territorio independiente de facto, completamente aislado del resto del mundo y controlado por la organización paramilitar Monadire. Monadire se incorporó como unidad especial a las fuerzas armadas georgianas y Kvitsiani fue designado representante especial para el Valle de Kodori por Eduard Shevardnadze en 1999. Cuando el sucesor de Shevardnadze, Mijeíl Saakashvili, llegó al poder se disolvió Monadire y sus miembros fueron dados de baja del ejército. En 2006, Kvitsiani decidió restablecer su unidad y exigió la renuncia de los ministros del Interior y de Defensa de Georgia, la denominada crisis de Kodori. El resultado de esta operación fue el establecimiento del control georgiano directo sobre la guarnición de Azhara y la emigración de Kvitsiani a Rusia.
Tan pronto como el ejército y la policía de Georgia se establecieron en Azhara y el resto del Valle de Kodori, el gobierno de Saakashvili tomó medidas para integrar el desfiladero en las estructuras políticas y económicas oficiales de Georgia. Todo el territorio fue denominado como Alta Abjasia y el gobierno de exilio de la República Autónoma de Abjasia se mudó desde Tiflis a Chjalta. Azhara se convirtió así en el único territorio de Abjasia bajo el control de Georgia. Se desarrolló un nuevo proyecto de carretera para conectar Azhara con Mestia, ya que sólo se podía llegar por helicóptero o por el sendero de montaña solo transitable por vehículos todoterreno.
Cuando comenzó la Guerra de Osetia del Sur de 2008, las autoridades de Abjasia se unieron a la lucha y ocuparon todo Azhara como parte de la batalla del valle de Kodori. Muchos nativos de Azhara se fueron y no muchos quedaron (siendo alojados en bloques de pisos vacíos en Kutaisi) y aunque el gobierno abjasio les pidió que volvieran, una inmensa mayoría no volvió.

## Demografía
La evolución demográfica de Azhara entre 1926 y 2011 fue la siguiente:
| 1699                                                | 3229 | 2250 | 1956 | 196 |
| (Fuente: Population of Abkhazia since Soviet times) |      |      |      |     |

La población ha disminuido enormemente desde su pico en 1959, cuando tuvo más de 3000 habitantes. Se produjo un pequeño descenso tras la Guerra de Abjasia; pero tras la Guerra de Osetia del Sur de 2008, su población se desplomó un 90%. Aun así su composición no ha variado, siendo la inmensa mayoría georgianos étnicos y esvanos. Los habitantes hablan los dos dialectos del esvano, alto bal y bajo val.
|              | 2011      | 2011       |
| Grupo étnico | Población | Porcentaje |
| ------------ | --------- | ---------- |
| Georgianos   | 179       | 91,3%      |
| Abjasios     | 13        | 6,6%       |
| Rusos        | 6         | 1%         |
| Armenios     | 2         | 1%         |
| Total        | 196       | 100%       |

## Véase más
- Guerra de Osetia del Sur de 2008
- Idioma svano
- Svanetia